# Grivna
La grivna (en ucraniano: гривня, hryvnia, AFI: [ˈɦrɪu̯nʲɑ]) es la moneda de curso legal de Ucrania. Se divide en 100 kopeks (en ucraniano: копійка). En 1996 circuló junto a los billetes del karbóvanets hasta que este fue totalmente sustituido. El código ISO 4217 para esta unidad monetaria es UAH y su abreviatura oficial es hrn (грн). Sin embargo, en el año 2004 el Banco Nacional de Ucrania obtuvo la normalización de un símbolo nuevo, ₴, que en Unicode se escribe U+20B4.

## Nombre

### Etimología
El nombre de la divisa proviene de la antigua moneda utilizada en la Rus de Kiev en el siglo XI. La palabra deriva de la forma eslava griva, que significa "crines, cabellos". Se piensa que este término hacía referencia a algo de valor, normalmente fabricado en oro o plata, que se colocaba alrededor del cuello. De hecho, en idiomas como el búlgaro o el serbio, grivna significa "brazalete" o "pulsera". Más tarde este término se empleó para medir lingotes de oro o plata de ciertas características. 
El término en ucraniano se pronuncia como hryvnia (гривня). Sin embargo, en ruso se pronuncia como grivna (en idioma ruso Г equivale a nuestra letra G). 

### Plural
El caso nominativo plural de hryvnia es hryvni (гривні), mientras que en genitivo plural es hryven (гривень). En ucraniano, el nominativo plural se utiliza en cantidades que terminan en 2, 3 o 4 (por ejemplo, дві гривні, dvi hryvni), y el genitivo plural se usa para cantidades que terminan en 5, 6, 7, 8, 9 y 0 (por ejemplo, сто гривень, sto hryven). Para cantidades que terminan en 1 se emplea el nominativo singular (por ejemplo, двадцять одна гривня, 21 hryvnia). La forma de nominativo singular para el kopek es kopiyka (копійка), el nominativo plural es kopiyky (копійки) y el genitivo plural es kopíyok (копійок). Una excepción a esta regla son los números del 11 al 14, que requieren genitivo plural.

## Símbolo de la grivna
El símbolo de la divisa deriva de la letra G del alfabeto cirílico (Г) en su versión cursiva (г). Se compone de la letra con un doble trazo horizontal (₴), que simboliza la estabilidad, parecido al utilizado en otras divisas, como en el yen (¥) o el euro (€). El símbolo de la grivna, que aún no se visualiza en todos los buscadores, se propuso en 2003 a través de una votación popular organizada por el Banco Nacional de Ucrania, y en marzo de 2004 se implementó. Tan pronto como el símbolo fue anunciado al público, se propuso su codificación en Unicode 4.1, la cual se implementó en 2005 (U+20B4).

## Historia
En el siglo XI se utilizó una moneda llamada "grivna" en la Rus de Kiev. Iván Kuzmich Kondrátiev (1870-1904) en el libro "Remota antigüedad de Moscú" escribe:

Los rublos eran partes de grivnia o trozos de plata con muescas, que indicaban su peso. Cada grivnia se dividía en cuatro partes; el nombre rublo procede de la palabra "рубить" (cortar), porque la varilla de plata con un peso de una grivnia se cortaba en cuatro partes, que se denominaban rublos.

Según la Gran Enciclopedia Soviética, la grivnia se cortaba por la mitad y a cada mitad se denominaba rublo.
En 1917, tras la proclamación de la República Nacional Ucraniana se introdujo una nueva moneda para sustituir al rublo llamada grivna. El diseñador de estos billetes fue Heorhiy Nárbut (1886-1920).

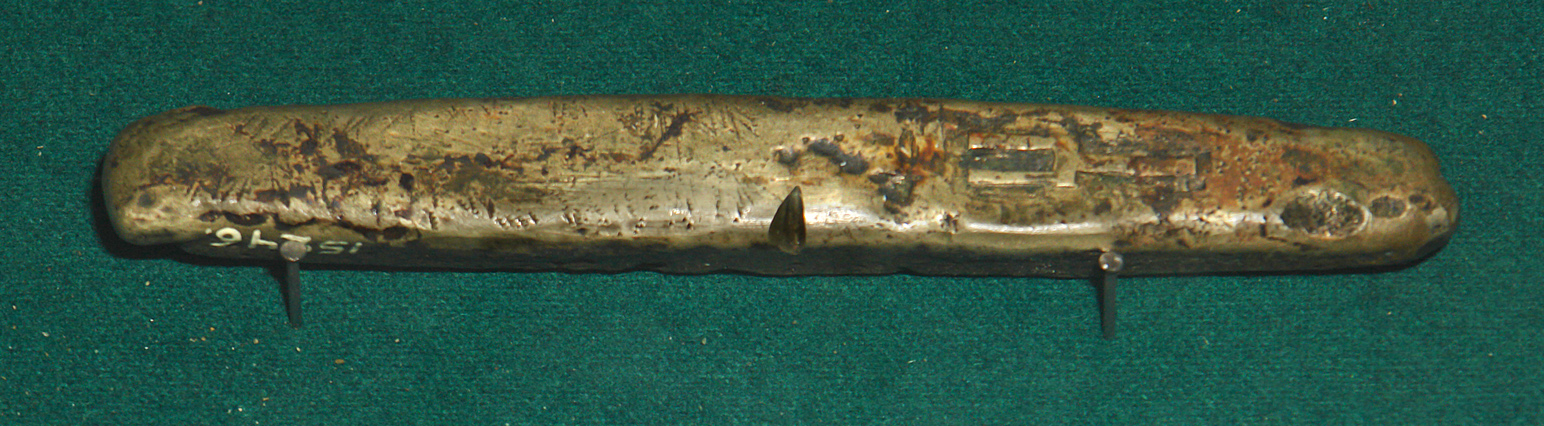
Una grivna (aproximadamente 200 gramos de plata).

La grivna sustituyó a los karbóvanets en septiembre de 1996 debido a la hiperinflación que sufrió Ucrania tras la disolución de la URSS en 1991. La tasa de cambio se fijó en 100.000 UAK = 1 grivna.
Sin embargo, la introducción de la grivna se mantuvo en secreto. Finalmente, se introdujo de acuerdo al decreto firmado por el presidente de Ucrania el 26 de agosto de 1996 y publicado el 29 de agosto. Durante el periodo de transición, entre el 2 y el 16 de septiembre, la grivna y el karbóvanets circularon juntos, aunque los comerciantes estaban obligados a dar el cambio en grivnas. Todas las cuentas bancarias se convirtieron a grivnas automáticamente. Durante este periodo de transición, el 97% de los billetes con denominaciones en karbóvanets dejaron de circular, entre los que se incluían el 56% durante los primeros cinco días de la reforma monetaria. Después del 16 de septiembre, solo podían cambiarse los karbóvanets a grivnas en los bancos.
La grivna se introdujo cuando el presidente Víktor Yúshchenko ostentaba el cargo de gobernador del Banco Nacional de Ucrania. Sin embargo, todos los billetes llevaban la firma del anterior gobernador, Vadym Hetman, quien dejó el cargo en 1993. Esto se debe a que los primeros billetes denominados en grivnas se imprimieron a comienzos de 1992 a cargo de la Canadian Bank Note Company, pero se decidió posponer su circulación hasta controlar los niveles de hiperinflación.
Inicialmente, la tasa de cambio era de 1 UAH = 1 USD. Tras la crisis financiera rusa de 1998, la moneda se devaluó hasta 5,60 UAH por dólar en febrero de 2000. Más tarde, el cambio se mantuvo relativamente estable, alrededor de 5,40 UAH por dólar desde el 21 de abril de 2005 hasta el 21 de mayo de 2008. A mediados de octubre de 2008 la grivna se devaluó un 38,40%, pasando de 4,85 UAH por dólar el 23 de septiembre de 2008 a 7,88 UAH por dólar el 19 de diciembre de 2008.

## Monedas
Las primeras acuñaciones de la grivna se realizaron en 1992 para la creación de una nueva moneda, pero no se introdujeron hasta 1996, cuando se controló un poco la inflación que sufría el país. Las primeras monedas se acuñaron en la Luhansk Cartridge Factory y en la Zecca dello Stato italiana.
Las características de las monedas en circulación se detallan en la siguiente tabla. Las imágenes pueden apreciarse en la parte superior del artículo, en la ficha de moneda.
| Denominación | Emisión   | Metal                      | Canto                                 | Diámetro | Peso  | Grosor | Anverso                                                                                            |  | Imagen |
| ------------ | --------- | -------------------------- | ------------------------------------- | -------- | ----- | ------ | -------------------------------------------------------------------------------------------------- |  | ------ |
| 1 grivna     | 1995-2013 | Bronce de aluminio         | Liso con inscripción "ОДНА ГРИВНЯ"    | 26 mm    | 7.1 g | 1,85   | Escudo de Ucrania - Espigas de trigo - Ramas de roble - Україна - año de acuñación                 |  |        |
| 1 grivna     | 2004-2018 | Bronce de aluminio         | Liso con inscripción "ОДНА ГРИВНЯ"    | 26 mm    | 6.8 g | 1,85   | Figura de media longitud de Vladimiro I de Kiev sosteniendo una Iglesia de los Diezmos y un bastón |  |        |
| 1 grivna     | 2018-     | Acero niquelado            | Estriado                              | 18.9 mm  | 3.3 g | 1,20   | Vladimiro I de Kiev                                                                                |  |        |
| 2 grivnas    | 2018-     | Acero niquelado            | Estriado                              | 20.2 mm  | 4.0 g | 1,20   | Yaroslav I el Sabio                                                                                |  |        |
| 5 grivnas    | 2019-     | Acero niquelado            | Segmentada (bordes lisos y estriados) | 22.1 mm  | 5.2 g | 1,20   | Bogdán Jmelnitski                                                                                  |  |        |
| 10 grivnas   | 2020-     | Aleación de zinc niquelado | Estriado                              | 23.5 mm  | 6.4 g | 1,50   | Iván Mazepa                                                                                        |  |        |

## Billetes
En 1996, se puso en circulación la primera serie de billetes denominados en grivnas a cargo del Banco Nacional de Ucrania. Están fechados en 1992 y sus denominaciones son de 1, 2, 5, 10 y 20 grivnas. El diseño de los billetes corrió a cargo de los artistas ucranianos Vasyl Lopata y Borýs Maksýmov. Los billetes de 1 grivna se imprimieron en la Canadian Bank Note Company en 1992, y los demás dos años más tarde. Sin embargo, hasta la introducción de la grivna en 1996 los billetes permanecieron almacenados en Canadá. Existen denominaciones de 50 y 100 grivnas de la primera serie, sin embargo nunca llegaron a circular.
| Imagen del anverso | Imagen del reverso | Denominación | Dimensiones | Color predominante | Anverso                                         | Reverso                                                                              |
| ------------------ | ------------------ | ------------ | ----------- | ------------------ | ----------------------------------------------- | ------------------------------------------------------------------------------------ |
|                    |                    | 1 grivna     | 135 x 70 mm | Verde              | 1 - ОДНА ГРИВНЯ - Vladimiro I de Kiev - УКРАÏНА | 1 - ОДНА ГРИВНЯ - Ruinas de Quersoneso - НАЦİОНАΛЬНИЙ БАНК УКРАÏНИ                   |
|                    |                    | 2 grivnas    | 135 x 70 mm | Marrón             | 2 - ДВİ ГРИВНİ - Yaroslav I el Sabio - УКРАÏНА  | 2 - ДВİ ГРИВНİ - Catedral de Santa Sofía de Kiev - НАЦİОНАΛЬНИЙ БАНК УКРАÏНИ         |
|                    |                    | 5 grivnas    | 135 x 70 mm | Azul               | 5 - ПЯТЬ ГРИВЕНЬ - Bogdán Jmelnitski - УКРАÏНА  | 5 - ПЯТЬ ГРИВЕНЬ - Iglesia en Súbotiv - НАЦİОНАΛЬНИЙ БАНК УКРАÏНИ                    |
|                    |                    | 10 grivnas   | 135 x 70 mm | Violeta            | 10 - ДЕСЯТЬ ГРИВЕНЬ - Iván Mazepa - УКРАÏНА     | 10 - ДЕСЯТЬ ГРИВЕНЬ - Monasterio de las Cuevas de Kiev - НАЦİОНАΛЬНИЙ БАНК УКРАÏНИ   |
|                    |                    | 20 grivnas   | 135 x 70 mm | Amarillo           | 20 - ДВАДЦЯТЬ ГРИВЕНЬ - Iván Frankó - УКРАÏНА   | 20 - ДВАДЦЯТЬ ГРИВЕНЬ - Teatro de Ópera y Ballet de Lviv - НАЦİОНАΛЬНИЙ БАНК УКРАÏНИ |

En 1996 también se introdujo una segunda serie compuesta por denominaciones de 1, 50 y 100 grivnas, fechados en 1994. Los billetes fueron encargados a la compañía británica De la Rue. Desde la creación de la ceca ucraniana en 1994 en colaboración con la imprenta De la Rue, todos los billetes se han impreso en Ucrania. Más tarde, se añadió un billete de 200 grivnas en 2001.
| Imagen del anverso | Imagen del reverso | Denominación | Dimensiones | Color predominante | Anverso                                                                           | Reverso                                                                              |
| ------------------ | ------------------ | ------------ | ----------- | ------------------ | --------------------------------------------------------------------------------- | ------------------------------------------------------------------------------------ |
|                    |                    | 1 grivna     | 133 x 66 mm | Verde/Marrón       | 1 - ОДНА ГРИВНЯ - Vladimiro I de Kiev - УКРАÏНА - НАЦİОНАΛЬНИЙ БАНК УКРАÏНИ       | 1 - ОДНА ГРИВНЯ - Ruinas de Quersoneso - НАЦİОНАΛЬНИЙ БАНК УКРАÏНИ                   |
|                    |                    | 2 grivnas    | 133 x 66 mm | Marrón             | 2 - ДВİ ГРИВНİ - Yaroslav I el Sabio - УКРАÏНА - НАЦİОНАΛЬНИЙ БАНК УКРАÏНИ        | 2 - ДВİ ГРИВНİ - Catedral de Santa Sofía de Kiev - НАЦİОНАΛЬНИЙ БАНК УКРАÏНИ         |
|                    |                    | 5 grivnas    | 133 x 66 mm | Azul               | 5 - ПЯТЬ ГРИВЕНЬ - Bogdán Jmelnitski - УКРАÏНА - НАЦİОНАΛЬНИЙ БАНК УКРАÏНИ        | 5 - ПЯТЬ ГРИВЕНЬ - Iglesia en Súbotiv - НАЦİОНАΛЬНИЙ БАНК УКРАÏНИ                    |
|                    |                    | 10 grivnas   | 133 x 66 mm | Violeta            | 10 - ДЕСЯТЬ ГРИВЕНЬ - Iván Mazepa - УКРАÏНА - НАЦİОНАΛЬНИЙ БАНК УКРАÏНИ           | 10 - ДЕСЯТЬ ГРИВЕНЬ - Monasterio de las Cuevas de Kiev - НАЦİОНАΛЬНИЙ БАНК УКРАÏНИ   |
|                    |                    | 20 grivnas   | 133 x 66 mm | Amarillo           | 20 - ДВАДЦЯТЬ ГРИВЕНЬ - Iván Frankó - УКРАÏНА - НАЦİОНАΛЬНИЙ БАНК УКРАÏНИ         | 20 - ДВАДЦЯТЬ ГРИВЕНЬ - Teatro de Ópera y Ballet de Lviv - НАЦİОНАΛЬНИЙ БАНК УКРАÏНИ |
|                    |                    | 50 grivnas   | 133 x 66 mm | Amarillo/Violeta   | 50 - П`ЯТДЕСЯТ ГРИВЕНЬ - Myjailo Hrushevsky - УКРАÏНА - НАЦİОНАΛЬНИЙ БАНК УКРАÏНИ | 50 - П`ЯТДЕСЯТ ГРИВЕНЬ - Edificio de la Rada Suprema - НАЦİОНАΛЬНИЙ БАНК УКРАÏНИ     |
|                    |                    | 100 grivnas  | 133 x 66 mm | Rosa/Verde         | 100 - СТО ГРИВЕНЬ - Tarás Shevchenko - УКРАÏНА - НАЦİОНАΛЬНИЙ БАНК УКРАÏНИ        | 100 - СТО ГРИВЕНЬ - Catedral de Santa Sofía de Kiev - НАЦİОНАΛЬНИЙ БАНК УКРАÏНИ      |
|                    |                    | 200 grivnas  | 133 x 66 mm | Azul               | 200 - ДВIСТI ГРИВЕНЬ - Lesya Ukrainka - УКРАÏНА - НАЦİОНАΛЬНИЙ БАНК УКРАÏНИ       | 200 - ДВIСТI ГРИВЕНЬ - Entrada al castillo de Lubart - НАЦİОНАΛЬНИЙ БАНК УКРАÏНИ     |

La tercera serie llegaría en 2006, compuesta por denominaciones de 1 a 500 grivnas. Todos los billetes emitidos continúan siendo de curso legal, pero en 2008 ya era raro encontrar algún billete de las primeras series.
| Imagen del anverso | Imagen del reverso | Denominación | Dimensiones | Color predominante | Anverso                                                                          | Reverso                                                                                        |
| ------------------ | ------------------ | ------------ | ----------- | ------------------ | -------------------------------------------------------------------------------- | ---------------------------------------------------------------------------------------------- |
|                    |                    | 1 grivna     | 118 x 63 mm | Gris               | 1 - ОДНА ГРИВНЯ - Vladimiro I de Kiev - НАЦİОНАΛЬНИЙ БАНК УКРАÏНИ                | 1 - ОДНА ГРИВНЯ - Antiguas murallas de Kiev - НАЦİОНАΛЬНИЙ БАНК УКРАÏНИ                        |
|                    |                    | 1 grivna     | 118 x 63 mm | Amarillo/Azul      | 1 - ОДНА ГРИВНЯ - Vladimiro I de Kiev - НАЦİОНАΛЬНИЙ БАНК УКРАÏНИ                | 1 - ОДНА ГРИВНЯ - Antiguas murallas de Kiev - НАЦİОНАΛЬНИЙ БАНК УКРАÏНИ                        |
|                    |                    | 2 grivnas    | 118 x 63 mm | Marrón/Rojo        | 2 - ДВİ ГРИВНİ - Yaroslav I el Sabio - НАЦİОНАΛЬНИЙ БАНК УКРАÏНИ                 | 2 - ДВİ ГРИВНİ - Catedral de Santa Sofía de Kiev - НАЦİОНАΛЬНИЙ БАНК УКРАÏНИ                   |
|                    |                    | 5 grivnas    | 118 x 63 mm | Azul               | 5 - ПЯТЬ ГРИВЕНЬ - Bogdán Jmelnitski - НАЦİОНАΛЬНИЙ БАНК УКРАÏНИ                 | 5 - ПЯТЬ ГРИВЕНЬ - Iglesia en Súbotiv - НАЦİОНАΛЬНИЙ БАНК УКРАÏНИ                              |
|                    |                    | 10 grivnas   | 124 x 66 mm | Rojo               | 10 - ДЕСЯТЬ ГРИВЕНЬ - Iván Mazepa - НАЦİОНАΛЬНИЙ БАНК УКРАÏНИ                    | 10 - ДЕСЯТЬ ГРИВЕНЬ - Monasterio de las Cuevas de Kiev - НАЦİОНАΛЬНИЙ БАНК УКРАÏНИ             |
|                    |                    | 20 grivnas   | 130 x 69 mm | Verde              | 20 - ДВАДЦЯТЬ ГРИВЕНЬ - Iván Frankó - НАЦİОНАΛЬНИЙ БАНК УКРАÏНИ                  | 20 - ДВАДЦЯТЬ ГРИВЕНЬ - Teatro de Ópera y Ballet de Lviv - НАЦİОНАΛЬНИЙ БАНК УКРАÏНИ           |
|                    |                    | 50 grivnas   | 136 x 72 mm | Violeta            | 50 - П`ЯТДЕСЯТ ГРИВЕНЬ - Myjailo Hrushevsky - НАЦİОНАΛЬНИЙ БАНК УКРАÏНИ          | 50 - П`ЯТДЕСЯТ ГРИВЕНЬ - Edificio de la Rada Suprema - НАЦİОНАΛЬНИЙ БАНК УКРАÏНИ               |
|                    |                    | 100 grivnas  | 142 x 75 mm | Amarillo           | 100 - СТО ГРИВЕНЬ - Tarás Shevchenko - НАЦİОНАΛЬНИЙ БАНК УКРАÏНИ                 | 100 - СТО ГРИВЕНЬ - Paisaje de Cherkasy - Niño guiando a un kobzar - НАЦİОНАΛЬНИЙ БАНК УКРАÏНИ |
|                    |                    | 200 grivnas  | 148 x 75 mm | Rosa               | 200 - ДВIСТI ГРИВЕНЬ - Lesya Ukrainka - УКРАÏНА - НАЦİОНАΛЬНИЙ БАНК УКРАÏНИ      | 200 - ДВIСТI ГРИВЕНЬ - Entrada al castillo de Lubart - НАЦİОНАΛЬНИЙ БАНК УКРАÏНИ               |
|                    |                    | 500 grivnas  | 154 x 75 mm | Beige              | 500 - П'ЯТСОТ ГРИВЕНЬ - Grigoriy Skovorodá - УКРАÏНА - НАЦİОНАΛЬНИЙ БАНК УКРАÏНИ | 500 - П'ЯТСОТ ГРИВЕНЬ - Edificio de la Academia Kiev-Mohyla - НАЦİОНАΛЬНИЙ БАНК УКРАÏНИ        |

La cuarta serie llegó en 2015, como novedad, la renovación de algunos billetes y la introducción del billete de 1000 grivnas.
| Imagen del anverso | Imagen del reverso | Denominación | Dimensiones | Color predominante | Anverso                                                                   | Reverso                                       |
| ------------------ | ------------------ | ------------ | ----------- | ------------------ | ------------------------------------------------------------------------- | --------------------------------------------- |
|                    |                    | 20 grivnas   | 130 × 69 mm | Verde              | Iván Frankó, Poeta y escritor                                             | Teatro de Ópera y Ballet de Leópolis          |
|                    |                    | 50 grivnas   | 136 × 72 mm | Violeta            | Mijailo Hrushevski Historiador y político                                 | Rada Central Ucraniana                        |
|                    |                    | 100 Grivnas  | 142 x 75 mm | Amarillo           | Tarás Shevchenko, Poeta y artista                                         | Universidad de Kiev                           |
|                    |                    | 200 grivnas  | 148 × 75 mm | Rosado             | Lesya Ukrainka, Poeta y escritora                                         | Castillo de Lubart                            |
|                    |                    | 500 Grivnas  | 154 x 75 mm | Beige              | Grigoriy Skovorodá, Escritor y compositor                                 | Universidad Nacional de Kiev-Academia Moguila |
|                    |                    | 1000 grivnas | 160 × 75 mm | Celeste            | Vladímir Vernadski, Historiador, filósofo, naturalista y científico ruso. | Academia Nacional de Ciencias de Ucrania      |